# Тюремный вестник
«Тюремный вестник» — российский ежемесячный журнал для преследуемых по политическим мотивам, созданный активистом Петром Лосевым в 2022 году. Выпуски содержат новостной дайджест событий месяца и мемы, ставшие популярными в русскоязычном информационном пространстве. Обложки в стиле комикса отображают содержание каждого выпуска.

Обложка «Тюремного вестника» за апрель 2025 года

Проект упоминался в 2024 году журналом Spiegel и The New York Review Of Books в 2025 году. 

## Деятельность и аудитория
Выпуски «Тюремного вестника» рассылают в зоны содержания заключённых (СИЗО, колонии) с помощью сервисов почтовой связи, в т. ч. в электронном виде. Находясь в местах лишения свободы, журнал получали Андрей Пивоваров и Илья Яшин.

В среднем проект насчитывает несколько сотен получателей, большинство из которых — российские политзаключённые, не обладающие медийным ресурсом.
В лучшие времена мы отправляли журнал 300 заключенным — это максимальный тираж. Но в трети случаев выпуск уничтожался в колонии, не доходя до заключенного. Теперь у нас примерно 150 получателей «Вестника», скольким из них он приходит — непонятно.
Причиной создания проекта его автор называет ограниченность информации, с которой сталкиваются люди в местах заключения. Формат дайджеста был выбран с целью «помогать политзаключённым быть в контексте происходящего на воле». Для выпусков берутся новости из официальных российских СМИ.

## Цензура
В связи с применением цензуры в отношении писем с экземплярами журнала в 2023 году его издатель Пётр Лосев запустил проект «Свобода переписки», в рамках которого участники подают в суд на пенитенциарные учреждения в России. «Наша цель — добиться соблюдения права на переписку у заключенных и прекратить случаи неправомерной цензуры», — говорится на сайте проекта.
25 апреля 2025 года на основе рассылки выпусков «Тюремного вестника», социологических опросов среди активистов, ведущих переписку с заключёнными, и данных по судам «Свободы переписки» вышел Аналитический отчёт о цензуре в пенитенциарных учреждениях России за 2022–2024 годы. Из статистики, приведённой в отчёте, авторы сделали вывод о точечном характере применения цензуры к переписке с заключёнными: «основным фактором неправомерной цензуры является человеческий фактор, т.е. конкретный цензор в конкретном учреждении: его образование, мотивация и настроение».